# Roger O'Donnell
Pour les articles homonymes, voir O'Donnell.
Roger O'Donnell est un compositeur et claviériste anglais né le 29 octobre 1955 à Londres connu pour avoir été membre du groupe The Cure de 1987 à 1990, de 1995 à 2005 et de nouveau depuis 2011.
Il a également accompagné sur scène le groupe Thompson Twins entre 1983 et 1985, puis le groupe The Psychedelic Furs jusqu'à son arrivée dans The Cure.
Roger O'Donnell poursuit aussi une carrière solo.

## Biographie
Roger O'Donnell est né dans la maison de ses parents, près du piano, selon la biographie sur son site,. Il est le plus jeune des quatre enfants de la famille. Il quitte ses études d'art pour entamer une carrière de musicien professionnel. C'est en jouant aux côtés d'Arthur Brown qu'il touche son premier cachet.

Il joue ensuite dans divers groupes où il rencontre le batteur Boris Williams. Ils se retrouvent notamment sur scène aux côtés des Thompson Twins à partir de 1983. Roger O'Donnell accompagne ensuite les Psychedelic Furs en concert.
Lorsque The Cure se mit en quête d'un claviériste supplémentaire, c'est Boris Williams désormais batteur du groupe, qui suggère à son chanteur et leader Robert Smith d'entrer en contact avec Roger O'Donnell qui devient membre du groupe en avril 1987. À cause de tensions apparues dans le groupe, il le quitte en mai 1990, après avoir participé à l'enregistrement de l'album Disintegration. Robert Smith le rappelle en 1995, mais décide en 2005 de réduire le groupe à un trio et se sépare de Roger O'Donnell et du guitariste Perry Bamonte. Durant cette période, il aura participé aux albums Wild Mood Swings, Bloodflowers et The Cure.
Roger O'Donnell se consacre ensuite à sa carrière solo et à divers projets musicaux. Il a sorti un album en octobre 2006, The Truth in Me, quasiment instrumental, enregistré avec un synthétiseur Minimoog Voyager. La chanteuse canadienne Erin Lang, avec qui il travaille en étroite collaboration, pose sa voix sur trois titres. O'Donnell a également créé avec elle le label musical 99x out of 10.
Un second album, Songs From the Silver Box, sort le 20 janvier 2009, dans la lignée musicale du précédent.
Le musicien se lance dans une nouvelle activité en devenant le manager du groupe post-punk féminin The Machetes, pour qui il réalise également un clip. Roger O'Donnell a aussi réalisé plusieurs clips pour ses propres morceaux.
Le 1er septembre 2009 Roger O'Donnell et Erin Lang sortent sous le nom de Charlie Crow un EP de quatre titres intitulé Trains on Bridges, en tirage limité, et disponible via le site internet.
En octobre 2009, Roger O'Donnell annonce sur son site officiel la création de deux nouveaux projets musicaux. Le premier, nommé Two/Three, implique Erin lang et le violoncelliste Paul Van Dongen. Un album intitulé Before a été enregistré mais n'a pas été commercialisé. Le second projet est Unterbrucke avec Norelle French, ex bassiste de The Machetes. Le titre d'un futur album a été dévoilé : Detach, sans qu'il y ait de suite. Ces deux projets sont pour l'instant en sommeil.
Au mois de décembre 2009, O'Donnell propose en téléchargement gratuit depuis son site ses trois premiers albums solos demeurés inédits, à raison d'un album par semaine.
Le 15 novembre 2010 sort finalement un nouvel album solo de Roger O'Donnell, Piano Formations. Il comporte huit compositions originales pour un ou deux pianos. Le concept de ce disque est d'associer les compositions avec les mouvements des nuages que le musicien observait depuis chez lui, d'ailleurs l'édition limitée de l'album est assortie d'un DVD où chaque titre est accompagné d'une vidéo montrant des formations nuageuses en plan fixe filmées par O'Donnell.
En mars 2011, il offre en téléchargement, via la plateforme SoundCloud, un nouvel EP de quatre titres, Flattened Shadows. Les 31 mai 2011 et 1er juin 2011, il rejoint The Cure sur scène le temps de deux concerts exceptionnels à Sydney où le groupe joue l'intégralité de ses trois premiers albums. Le 10 septembre 2011, il est de nouveau présent sur scène avec le groupe au Bestival de l’Ile de Wight. À l'issue du concert, il annonce sa réintégration officielle dans The Cure.
Son retour dans le groupe ne freine pas ses activités en solo : il crée une œuvre pour cordes et piano, Quieter Trees, inspirée par une peinture de David Hockney, Bigger Trees Near Warter, qui est jouée pour la première fois à Londres le 2 juillet 2011 au Morley College par la formation The Centre For Young Musicians, puis le 3 novembre 2011 à Toronto avec O'Donnell au piano accompagné par le Corktown Chamber Orchestra.
Il collabore avec Adam Donen pour la composition de Requiem qu'il joue, au piano, accompagné par le Contrarian Ensemble dirigé par Adam Donen le 2 avril 2012 à la St Leonard's Church à Londres. Ce concert fait l'objet d'un DVD.
À partir du 26 mai 2012 il entame avec The Cure une tournée de festival d'été.
En 2013 Roger O'Donnell est de nouveau sur la route avec The Cure (Amérique latine, Amérique du Nord, Asie). Il collabore une nouvelle fois avec Adam Donen pour The Bernhard Suite, œuvre inspirée par le travail de l'écrivain autrichien Thomas Bernhard qui est jouée le 26 octobre 2013 par l'Orchestre de chambre du Wurtemberg de Heilbronn dirigé par Ruben Gazarian. Il compose également la musique de Not Ever, un court métrage avec Emilia Fox et réalisé par Ben Mourra.
En 2015 il collabore avec la violoncelliste canadienne Julia Kent sur l'album Love and Other Tragédies qu'il a entièrement composé. L'album est disponible sur iTunes le 29 mai 2015 et sort en vinyle le 26 juin 2015.
La même année, il compose la musique d'un ballet, Orpheus and Eurydice, travaillant avec le chorégraphe russe Nikita Dmitrievsky et le styliste géorgien Irakli Nasidze.
Après plusieurs tournées avec The Cure entre 2016 et 2019, Roger O'Donnell sort le 24 avril 2020 un album intitulé 2 Ravens.
En 2022, alors qu'il est de nouveau en tournée avec The Cure, il publie le 18 novembre un nouvel album, 7 Different Words for Love, qui contient huit compositions qu'il joue au piano, accompagné au violoncelle par Miriam Wakeling. Roger O'Donnell a également composé la musique du film Sam & Kate (en), avec Dustin Hoffman et Sissy Spacek, sorti en salle aux États-Unis le 11 novembre 2022.

## Vie privée
Roger est un passionné de Ferrari, il possède une 458 Speciale et une Dino 246GT. Chaque année, il essaye de participer au moins à deux grands prix dans l'année.
Au début du mois de septembre 2024, il révèle avoir lutté contre une forme rare et agressive de lymphome et qu'après onze mois de traitements, le pronostic est très favorable.

## Discographie

### En solo
- 2005 : Grey Clouds, Red Sky  (enregistré en 1994, sorti en édition limitée en 2005, offert en téléchargement en décembre 2009)
- 2006 - The Truth in Me
- 2006 : Half Truths  (EP de 6 remixes de titres de l'album The Truth in Me, téléchargement via iTunes uniquement)
- 2009 - Songs From the Silver Box
- 2009 : Big Buildings  (enregistré entre 1994 et 1995, offert en téléchargement en décembre 2009)
- 2009 : My Days Beyond  (enregistré entre 1997 et 1998, offert en téléchargement en décembre 2009)
- 2010 - Piano Formations
- 2011 - Flattened Shadows (EP 4 titres, téléchargement gratuit)
- 2015 - Love and Other Tragedies (en collaboration avec Julia Kent)
- 2020 - 2 Ravens
- 2022 - 7 Different Words for Love

### Avec The Cure
- 1989 - Disintegration
- 1990 - Entreat (album live)
- 1996 - Wild Mood Swings
- 2000 - Bloodflowers
- 2004 - The Cure
- 2011 - Bestival Live 2011 (album live)
- 2019 - 40 Live: Curætion-25 + Anniversary (coffret live)
- 2024 - Songs of a Lost World
- 2024 - Songs of a Live World: Troxy London MMXXIV (album live)

### Avec Erin Lang
- 2005 - Choose Your Own Adventure (EP 4 titres)
- 2008 - Foundlings and Strays (EP 6 titres)
- 2010 - You Are Found

### Avec Charlie Crow
- 2009 - Trains on Bridges ( EP 4 titres)